# جاكي روبنسون (لاعب كرة سلة مواليد 1955)
جاكي روبنسون (بالإنجليزية: Jackie Robinson)‏ مواليد 20 مايو 1955 في لوس أنجلوس، هو لاعب كرة سلة أمريكي معتزل. بدأ مسيرته الاحترافية في سنة 1978. تم اختياره من قبل فريق هيوستن روكتس خلال الدرافت. يبلغ طوله 6 قدم 6 بوصة (2.0 م). اعتزل اللعب في 1985.

## المسيرة الاحترافية
لعب مع سياتل سوبرسونيكس في سنة 1979، ثم لعب مع ديترويت بيستونز في سنة 1980، ثم لعب مع شيكاغو بولز في سنة 1981، ثم لعب مع مكابي تل أبيب لكرة السلة في موسم 1983–1984.

## روابط خارجية
- جاكي روبنسون على موقع إن بي أي (الإنجليزية)
- جاكي روبنسون على موقع سبورتس رفرنس (الإنجليزية)
- جاكي روبنسون على موقع الدوري الإسباني لكرة السلة (الإسبانية)
- جاكي روبنسون على موقع كلية كرة السلة في سبورتس رفرنس.كوم (الإنجليزية)
- جاكي روبنسون على موقع ريلجم (الإنجليزية)
- جاكي روبنسون على موقع سبورتس رفرنس (الإنجليزية)